# Združenje slovenskih športnih društev v Italiji
Združenje slovenskih športnih društev v Italiji (ZSŠDI) je športna organizacija slovenske narodne skupnosti v Italiji. V organizacijo je včlanjenih več kot 50 športnih društev in preko njih okoli 7000 članov. Predhodniki združenja so bili Južni Sokol in Orel (društva krščanske usmeritve), po prvi svetovni vojni pa je bilo leta 1924 ustanovljeno Udruženje slovanskih športnih društev v Italiji. Štiri leta zatem je delovanje prekinil fašistični režim, združenje je bilo po drugi svetovni vojni obnovljeno najprej s Koordinacijskim odborom za šport in rekreacijo, nato pa leta 1970 na ustanovnem občnem zboru na stadionu 1. maj v Trstu tudi pod današnjim imenom. V Trstu je tudi sedež združenja, drugo predstavništvo pa je v Gorici. Leta 1983 je združenje dobilo Bloudkovo nagrado.